# شياو زان
شياو زان هو ممثل ومغني صيني ولد في 5 أكتوبر 1991.شارك في بطولة مسلسل الجامحون.

الديانة : مسلم

## روابط خارجية
- شياو زان على موقع IMDb (الإنجليزية)
- شياو زان على موقع ألو سيني (الفرنسية)
- شياو زان على موقع ميوزك برينز (الإنجليزية)
- شياو زان على موقع قاعدة بيانات الفيلم (الإنجليزية)
- شياو زان على موقع كينوبويسك (الروسية)